# Oracolo Nechung
(Tenzin Gyatso, attuale Dalai Lama, in Samsara)
Nechung (Piccola dimora in tibetano), conosciuto anche come Sungi Gyelpoi Tsenkar (Fortezza del demone dell'oracolo reale) è il più potente oracolo tibetano tuttora in vigore.

## Descrizione
Nechung risulta storicamente il più antico oracolo tibetano, ed è considerato il più potente dall'intera teocrazia, da cui da secoli è regolarmente consultato.
L'aristocrazia e il governo richiedono regolarmente i suoi responsi sulle questioni più importanti, come ad esempio gli accordi con l'estero, mentre i monaci accedono alle sue certezze per aiutarsi nelle ricerche della reincarnazione di un insigne Lama defunto.
Anche se il suo medium è per tradizione un monaco della scuola Nyingmapa, i Gelug lo riconobbero fin dal principio come loro protettore per il fatto che riesce ad essere posseduto durante gli stati di trance sacra dalla divinità tantrica Pehar, ritenuto dai tibetani un Dharmapala, un Protettore del Dharma. Più precisamente il medium è ritenuto in grado di manifestare Dorje Drakden, una delle divinità protettrici del Dalai Lama e una fra le molte personificazioni dello stesso Pehar.
Secondo un'antica tradizione, il Dalai Lama lo consulta anche in occasione del Losar, il Capodanno tibetano, a proposito dell'anno che verrà.

## Origini
Le origini di Nechung si perdono nella leggenda.
Si narra che Pehar vivesse dapprima a est del Lago Kokonor, fino a che Padmasambhava lo portò al Monastero di Samye, dove sorsero molte sue raffigurazioni con tre teste e sei braccia, con l'intento di proteggere il Dharma e il futuro lignaggio dei Dalai Lama. Il Quinto Dalai Lama giunse infine a Samye e lo trasferì a Lhasa.
Un'altra leggenda invece sostiene che fu portato a Samye quale divinità tutelare dei suoi patrimoni terreni, divenendo poi protettore del Bön secondo i voleri di un certo Tara Lugong, che prese possesso della scuola di meditazione dei Bhaţa Hor, una tribù uigura stanziata vicino a Kanchow intorno alla fine dell'VIII secolo.
Secondo le fonti della storia tibetana, invece, sempre durante il regno del Grande Quinto, Nechung divenne di primaria importanza salvando grazie ai suoi poteri di chiaroveggenza la popolazione di Lhasa, presagendo che alcuni membri della comunità nepalese ivi residenti stavano progettando di uccidere la maggioranza tibetana avvelenando le acque dei pozzi pubblici.

## Cerimonia
Durante la consueta cerimonia di consultazione, il medium indossa un costume pesante trentacinque chilogrammi costituito di vari strati di stoffa, ricoperti a loro volta da una veste di broccato antico. Sul petto ha uno specchio contornato da turchesi e ametiste. Inoltre indossa un'armatura a cui sono fissati quattro bandiere e tre stendardi con simboli di vittoria, e un casco di quindici chili che in passato ne pesava oltre quaranta. Oltre ad un impiego cerimoniale, questo elmo così consistente ha la funzione di proteggere la testa dell'oracolo durante le fasi più violente della crisi a cui è soggetto.
Quando il medium è posseduto da Dorje Drakden entra infatti in un notevole stato di furia e veemenza, in cui le bave quasi gli giungono alla bocca, mentre gli occhi sbarrati si iniettano di sangue: in questo momento si dice che acquisisca una forza sovrumana tale da sollevare pesi immani e piegare sbarre di ferro. Violenti scuotimenti e contorcimenti del corpo, convulsioni, mutamenti dell'espressione facciale e alterazioni della respirazione sono i suoi segni più evidenti. Il medium in trance pronuncia delle parole che vengono registrate e trascritte dai monaci, che successivamente vengono adeguatamente interpretate.
Mentre si agita, getta sementi in segno di benedizione a coloro che gli stanno attorno, e il collasso improvviso e conseguente la perdita di coscienza risultano il segno tangibile della separazione tra lui e Dorje Drakden.

## Monastero
A Lhasa, Nechung viveva in un suo monastero a circa dieci minuti a piedi da Drepung, e a seguito del grande esodo tibetano in India a partire dal 1959, lo stesso avviene a Dharamsala, ove è situato all'interno del complesso di Gangchen Kyishong.
Il monastero originario di Lhasa fu quasi del tutto distrutto durante l'invasione di Mao, dato che rappresentava il potere teocratico dei Dalai Lama.

## Dorje Shugden
Nel 1975 il XIV Dalai Lama, dopo lunghe e attente considerazioni, bandì il culto di Dorje Shugden, divinità tantrica il cui culto risale al XVII secolo, descrivendola come un demone dal temibile potere. L'ipotesi più accreditata stabilisce che l'Oceano di Saggezza abbia dato peso appunto al parere di Nechung, ma la proibizione generò una forte controversia che sta tuttora dividendo la comunità dei tibetani in esilio tra i fedeli del Dalai Lama e gli adoratori di Dorje Shugden, da qualche tempo propensi a un'alleanza con le autorità di Pechino, secondo le quali la cosiddetta «cricca del Dalai» avrebbe leso i diritti religiosi di una parte del popolo tibetano.

## L'attuale medium
Attualmente, il medium dell'oracolo è Thubten Ngodup, insediato nel 1987 e discendente di un celebre lama tantrico, Nga-dak Nyang-relwa.

## Filmografia
- In Piccolo Buddha, Lama Norbu, maestro residente da anni al Monastero di Paro, si rivolge all'oracolo monastico, che per molti aspetti somiglia a Nechung;
- In Kundun, il XIV Dalai Lama consulta per due volte Nechung: nella prima occasione gli viene detto che il governo tibetano è composto da alcuni aristocratici corrotti, nella seconda riceve i dettagli sul sentiero da intraprendere per sfuggire da Lhasa verso l'India, evitando di essere catturato e ucciso dal generale cinese Tan Kuan-Sen;